# Penstemon fasciculatus
Penstemon fasciculatus är en grobladsväxtart som beskrevs av Asa Gray. Penstemon fasciculatus ingår i släktet penstemoner, och familjen grobladsväxter. Inga underarter finns listade i Catalogue of Life.